# Bartłomiej Kalkstein Stoliński

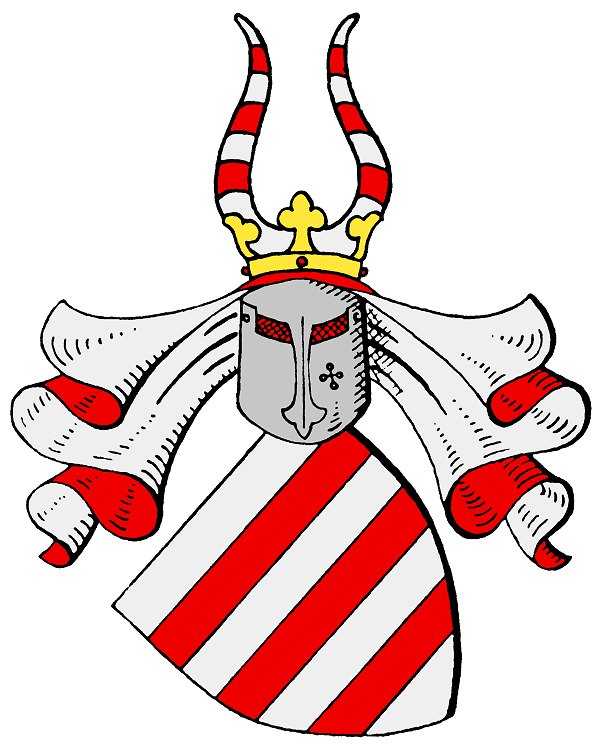
herb kos odmienny rodu Kalkstein Stolińskich

Bartłomiej Kalkstein Stoliński (zm. po 1696) – poborca powiatu człuchowskiego, ławnik ziemski

## Życiorys
Pochodził z rodziny szlacheckiej herbu Kos odmienny, jego rodzicami byli Wojciech Kalkstein Stoliński ze Stolna i Elżbieta Jeżewska. Był poborcą powiatu człuchowskiego. W latach 1669–1696 ławnik ziemski człuchowski. Jego bratem był Melchior Kalkstein Stoliński który był posłem na sejm elekcyjny 1648. Bartłomieja Kalkstein Stolińskiego wnukami byli Melchior Kalkstein Stoliński (ok. 1691-1762) i Antoni Kalkstein Stoliński.